# Kanton Bleicherode
Der Kanton Bleicherode war eine Verwaltungseinheit im Distrikt Nordhausen des Departements des Harzes im napoleonischen Königreich Westphalen. Hauptort des Kantons und Sitz des Friedensgerichtes war Bleicherode im heutigen thüringischen Landkreis Nordhausen. Das Gebiet des Kantons umfasste zehn Orte im heutigen Freistaat Thüringen.
Zum Kanton gehörten die Ortschaften:

- Bleicherode
- Ascherode
- Friedrichsrode
- Kehmstedt
- Kleinbodungen
- Lipprechterode
- Niedergebra
- Obergebra
- Sollstedt
- Wülfingerode